# Населені пункти Чернігівської області
Чернігівська область складається з 5 районів, 57 територіальних громад та 1510 населених пунктів.
| №  | Населений пункт | Статус | Рада/громада                | Засновано/ перша згадка | Населення, осіб (2001) |
| -- | --------------- | ------ | --------------------------- | ----------------------- | ---------------------- |
| 1  | Батурин         | місто  | Батуринська міська громада  | 1625                    | 3 078                  |
| 2  | Бахмач          | місто  | Бахмацька міська рада       | 1147                    | 20 332                 |
| 3  | Бахмач (село)   | село   | Бахмацька сільська рада     | 1147                    | 3 009                  |
| 4  | Безпечне        | село   | Фастовецька сільська рада   | 1840                    | 6                      |
| 5  | Біловежі Другі  | село   | Біловежівська сільська рада | 1766                    | 0                      |
| 6  | Біловежі Перші  | село   | Біловежівська сільська рада | XVIII cт.               | 462                    |
| 7  | Варварівка      | село   | Пісківська сільська рада    | 1820                    | 313                    |
| 8  | Вербівка        | село   | Обмачівська сільська рада   | 1700                    | 58                     |
| 9  | Веселе          | село   | Пальчиківська сільська рада | 1680-і                  | 116                    |
| 10 | Веселе          | селище | Григорівська сільська рада  | 1650                    | 67                     |
| 11 | Веселівка       | село   | Матіївська сільська рада    | 1650                    | 33                     |
| 12 | Вишневе         | село   | Фастовецька сільська рада   | 1850                    | 39                     |
| 13 | Вишневе         | село   | Халимонівська сільська рада | 1932                    | 97                     |
| 14 | Вишнівське      | село   | Біловежівська сільська рада | XVII ст.                | 19                     |
| 15 | Восьме Березня  | село   | Гайворонська сільська рада  | 1700                    | 3                      |
| 16 | Гайворон        | село   | Гайворонська сільська рада  | 1636                    | 400                    |
| 17 | Глибоке         | село   | Халимонівська сільська рада | 1695                    | 175                    |
| 18 | Голінка         | село   | ?                           | 1637                    | 666                    |
| 19 | Голубів         | селище | Матіївська сільська рада    | 1650                    | 2                      |
| 20 | Городище        | село   | Городищенська сільська рада | 1600                    | 821                    |
| 21 | Григорівка      | село   | Григорівська сільська рада  | 1650                    | 1227                   |
| 22 | Грушівка        | село   | Фастовецька сільська рада   | 1870                    | 20                     |
| 23 | Дмитрівка       | смт    | Дмитрівська селищна рада    | 1647                    | 2301                   |
| 24 | Заболоття       | село   | Рубанська сільська рада     | 1740                    | 18                     |
| 25 | Залісся         | село   | Гайворонська сільська рада  | 1935                    | 27                     |
| 26 | Запорізьке      | село   | Пісківська сільська рада    | 1925                    | 198                    |
| 27 | Зарукавне       | село   | Біловежівська сільська рада | XVII ст.                | 210                    |
| 28 | Зеленівка       | село   | Біловежівська сільська рада | 1776                    | 293                    |
| 29 | Калинівка       | село   | Халимонівська сільська рада | 1917                    | 133                    |
| 30 | Кальчинівка     | село   | Біловежівська сільська рада | 1648                    | 21                     |
| 31 | Карпенкове      | село   | Красненська сільська рада   | 1630                    | 108                    |
| 32 | Каціри          | селище | Матіївська сільська рада    | 1650                    | 6                      |
| 33 | Ковальове       | село   | Рубанська сільська рада     | 1924                    | 1                      |
| 34 | Кошмалів        | село   | Бахмацька сільська рада     | 1892                    | 2                      |
| 35 | Красилівка      | село   | Красилівська сільська рада  | 1600                    | 971                    |
| 36 | Красне          | село   | Красненська сільська рада   | 1630                    | 1056                   |
| 37 | Кулішове        | село   | Пісківська сільська рада    | 1925                    | 29                     |
| 38 | Курінь          | село   | Курінська сільська рада     | 1648                    | 3789                   |
| 39 | Лісова Поляна   | село   | Матіївська сільська рада    | 1650                    | 3                      |
| 40 | Лопатин         | селище | Матіївська сільська рада    | 1650                    | 10                     |
| 41 | Матіївка        | село   | Матіївська сільська рада    | 1650                    | 333                    |
| 42 | Митченки        | село   | Митченківська сільська рада | 1636                    | 980                    |
| 43 | Мовчинів        | село   | Халимонівська сільська рада | 1695                    | 203                    |
| 44 | Мости           | село   | Матіївська сільська рада    | 1650                    | 53                     |
| 45 | Нечаїв          | село   | Гайворонська сільська рада  | 1700                    | 4                      |
| 46 | Нове            | селище | Рубанівська сільська рада   | 1740                    | 15                     |
| 47 | Нове Полісся    | село   | пГайворонська сільська рада | 1650                    | 23                     |
| 48 | Обірки          | село   | Матіївська сільська рада    | 1650                    | 6                      |
| 49 | Обмачів         | село   | Обмачівська сільська рада   | 1636                    | 1021                   |
| 50 | Олексіївка      | село   | Пісківська сільська рада    | 1900                    | 89                     |
| 51 | Ополонське      | село   | Курінська сільська рада     | 1933                    | 9                      |
| 52 | Осинівка        | село   | Пісківська сільська рада    | 1935                    | 21                     |
| 53 | Осіч            | село   | Обмачівська сільська рада   | 1700                    | 274                    |
| 54 | Острів          | село   | Бахмацька сільська рада     | 1926                    | 37                     |
| 55 | Пальчики        | село   | Пальчиківська сільська рада | 1750                    | 396                    |
| 56 | Пашків          | село   | Бахмацька сільська рада     | 1860                    | 60                     |
| 57 | Перемога        | селище | Красилівська сільська рада  | 1700                    | 167                    |
| 58 | Перше Травня    | село   | Фастовецька сільська рада   | 1850                    | 62                     |
| 59 | Пирогівка       | село   | Красненська сільська рада   | 1630                    | 10                     |
| 60 | Піски           | село   | Пісківська сільська рада    | 1790                    | 689                    |
| 61 | Прохори         | селище | Матіївська сільська рада    | 1650                    | 2                      |
| 62 | Рубанка         | село   | Рубанська сільська рада     | 1740                    | 491                    |
| 63 | Слобідка        | село   | Обмачівська сільська рада   | 1770                    | 125                    |
| 64 | Смолове         | село   | Рубанська сільська рада     | 1740                    | 34                     |
| 65 | Стрільники      | село   | Стрільницька сільська рада  | 1800                    | 1161                   |
| 66 | Тасуїв          | село   | Красненська сільська рада   | 1630                    | 66                     |
| 67 | Терешиха        | село   | Рубанська сільська рада     | 1740                    | 393                    |
| 68 | Тиниця          | село   | Тиницька сільська рада      | 1659                    | 1725                   |
| 69 | Українське      | село   | Курінська сільська рада     | 1933                    | 42                     |
| 70 | Фастівці        | село   | Фастовецька сільська рада   | 1424                    | 811                    |
| 71 | Халимонове      | село   | Халимонівська сільська рада | 1695                    | 880                    |
| 72 | Часниківка      | село   | Городищенська сільська рада | 1861                    | 262                    |
| 73 | Черемушки       | селище | Красилівська сільська рада  | 1564                    | 37                     |
| 74 | Шевченка        | село   | Фастовецька сільська рада   | 1815                    | 9                      |
| 75 | Шевченкове      | село   | Гайворонська сільська рада  | 1930                    | 70                     |
| 76 | Шумейків        | село   | Курінська сільська рада     | 1933                    | 9                      |
| 77 | Шумейкине       | селище | Матіївська сільська рада    | 1650                    | 0                      |
| 78 | Шумин           | село   | Городищенська сільська рада | 1800                    | 59                     |
| 79 | Щуча Гребля     | село   | Дмитрівська селищна рада    | XVII ст.                | 325                    |

| №  | Населений пункт | Статус | Рада/громада                   | Засновано/ перша згадка | Населення,осіб |
| -- | --------------- | ------ | ------------------------------ | ----------------------- | -------------- |
| 1  | Білоцерківці    | село   | Білоцерківська сільська рада   | 1650                    | 291            |
| 2  | Бірки           | село   | Соколівська сільська рада      | 1800                    | 97             |
| 3  | Бобровиця       | місто  | Бобровицька міська громада     | XI ст.                  | 11 030         |
| 4  | Браниця         | село   | Бобровицька міська громада     | 1155                    | 695            |
| 5  | Бригинці        | село   | Бобровицька міська громада     | 1553                    | 285            |
| 6  | Булгаки         | село   | Бобровицька міська громада     | 1155                    | 7              |
| 7  | Веприк          | село   | Веприцька сільська рада        | 1491                    | 425            |
| 8  | Вишневе         | село   | Бобровицька міська громада     | 1924                    | 77             |
| 9  | Вороньки        | село   | Вороньківська сільська рада    | 1642                    | 763            |
| 10 | Гаврилівка      | село   | Бобровицька міська громада     | 1924                    | 75             |
| 11 | Гарт            | село   | Бобровицька міська громада     | 1150                    | 12             |
| 12 | Горбачі         | село   | Бобровицька міська громада     | 1939                    | 288            |
| 13 | Запоріжжя       | село   | Бобровицька міська громада     | 1924                    | 64             |
| 14 | Затишшя         | село   | Бобровицька міська громада     | 1924                    | 34             |
| 15 | Зелене          | село   | Бобровицька міська громада     | 1939                    | 72             |
| 16 | Катеринівка     | село   | Бобровицька міська громада     | 1800                    | 75             |
| 17 | Кобижча         | село   | Бобровицька міська громада     | 1100                    | 3440           |
| 18 | Козацьке        | село   | Бобровицька міська громада     | 1587                    | 601            |
| 19 | Коношівка       | село   | Бобровицька міська громада     | 1850                    | 0              |
| 20 | Красне          | село   | Бобровицька міська громада     | 1800                    | 35             |
| 21 | Лідин           | село   | Бобровицька міська громада     | 1800                    | 28             |
| 22 | Майнівка        | село   | Бобровицька міська громада     | 1850                    | 52             |
| 23 | Макарівка       | село   | Бобровицька міська громада     | 1300                    | 536            |
| 24 | Марківці        | село   | Бобровицька міська громада     | 1720                    | 1109           |
| 25 | Миколаїв        | село   | Бобровицька міська громада     | 1587                    | 22             |
| 26 | Мирне           | селище | Бобровицька міська громада     | 1934                    | 609            |
| 27 | Молодіжне       | село   | Бобровицька міська громада     | 1850                    | 140            |
| 28 | Мочалище        | село   | Бобровицька міська громада     | 1781                    | 82             |
| 29 | Наумівка        | село   | Бобровицька міська громада     | 1926                    | 209            |
| 30 | Нова Басань     | село   | Новобасанська сільська громада | 1450                    | 2929           |
| 31 | Новий Биків     | село   | Новобасанська сільська громада | 1621                    | 1581           |
| 32 | Новоселиця      | село   | Соколівська сільська рада      | 1800                    | 0              |
| 33 | Озеряни         | село   | Бобровицька міська громада     | 1689                    | 428            |
| 34 | Олександрівка   | село   | Бобровицька міська громада     | 1800                    | 364            |
| 35 | Осовець         | село   | Бобровицька міська громада     | 1150                    | 192            |
| 36 | Осокорівка      | село   | Бобровицька міська громада     | 1857                    | 208            |
| 37 | Петрівка        | село   | Бобровицька міська громада     | 1590                    | 735            |
| 38 | Піски           | село   | Бобровицька міська громада     | 1650                    | 508            |
| 39 | Плуг            | село   | Бобровицька міська громада     | 1850                    | 2              |
| 40 | Рокитне         | село   | Бобровицька міська громада     | 1781                    | 28             |
| 41 | Рудьківка       | село   | Бобровицька міська громада     | 1628                    | 1070           |
| 42 | Свидовець       | село   | Бобровицька міська громада     | 1155                    | 343            |
| 43 | Соколівка       | село   | Соколівська сільська рада      | 1916                    | 172            |
| 44 | Стара Басань    | село   | Бобровицька міська громада     | 1196                    | 683            |
| 45 | Старий Биків    | село   | Новобасанська сільська громада | 1564                    | 469            |
| 46 | Сухиня          | село   | Бобровицька міська громада     | 1628                    | 225            |
| 47 | Татарівка       | село   | Бобровицька міська громада     | 1150                    | 5              |
| 48 | Травкине        | село   | Бобровицька міська громада     | 1924                    | 228            |
| 49 | Українка        | село   | Бобровицька міська громада     | 1924                    | 22             |
| 50 | Урожайне        | село   | Бобровицька міська громада     | 1926                    | 6              |
| 51 | Хомівці         | село   | Бобровицька міська громада     | 1766                    | 1              |
| 52 | Чистопілля      | селище | Новобасанська сільська громада | 1564                    | 92             |
| 53 | Щаснівка        | село   | Бобровицька міська громада     | 1155                    | 186            |
| 54 | Ярославка       | село   | Бобровицька міська громада     | 1198                    | 676            |

| №  | Населений пункт   | Статус | Рада/громада                    | Засновано/ перша згадка | Населення, осіб |
| -- | ----------------- | ------ | ------------------------------- | ----------------------- | --------------- |
| 1  | Адамівка          | село   | Прачівська сільська рада        | 1943                    | 285             |
| 2  | Березівка         | село   | Степанівська сільська рада      | 1861                    | 5               |
| 3  | Берестовець       | село   | Берестовецька сільська рада     | 1390                    | 1017            |
| 4  | Борзна            | місто  | Борзняньська міська рада        | XVI ст.                 | 10054           |
| 5  | Велика Доч        | село   | Височанська сільська громада    | ХІХ ст.                 | 794             |
| 6  | Велика Загорівка  | село   | Великозагорівська сільська рада | 1575                    | 1562            |
| 7  | Високе            | село   | Височанська сільська громада    | XVII ст.                | 1426            |
| 8  | Воловиця          | село   | Степанівська сільська рада      | 1618                    | 260             |
| 9  | Вольниця          | село   | Малозагорівська сільська рада   | XIX ст.                 | 71              |
| 10 | Ворона            | село   | Ховмівська сільська рада        | XVIII ст.               | 10              |
| 11 | Галайбине         | село   | Височанська сільська громада    | XX ст.                  | 541             |
| 12 | Головеньки        | село   | Височанська сільська громада    | XVII ст.                | 1185            |
| 13 | Гришівка          | село   | Ядутинська сільська рада        | XIX ст.                 | 31              |
| 14 | Добропілля        | село   | Височанська сільська громада    | XX ст.                  | 53              |
| 15 | Жданів            | село   | Ядутинська сільська рада        | 1923                    | 46              |
| 16 | Забілівщина       | село   | Борзнянська міська рада         | 1832                    | 528             |
| 17 | Забілівщина Друга | село   | Борзнянська міська рада         | 1865                    | 89              |
| 18 | Запоріжжя         | селище | Красносільська сільська рада    | 1765                    | 65              |
| 19 | Іванівка          | село   | Миколаївська сільська рада      | XVI ст.                 | 804             |
| 20 | Іллінці           | село   | Берестовецька сільська рада     | 1907                    | 134             |
| 21 | Кербутівка        | село   | Височанська сільська громада    | 1723                    | 420             |
| 22 | Кинашівка         | село   | Борзнянська міська рада         | XIV ст.                 | 1372            |
| 23 | Клипин            | селище | Головенківська сільська рада    | XVI ст.                 | 19              |
| 24 | Комарівка         | село   | Комарівська сільська рада       | XVII ст.                | 1768            |
| 25 | Красносільське    | село   | Красносільська сільська рада    | XVII ст.                | 794             |
| 26 | Красностав        | село   | Ядутинська сільська рада        | 1882                    | 373             |
| 27 | Купченків         | село   | Височанська сільська громада    | 1732                    | 68              |
| 28 | Линівка           | село   | Ховмівська сільська рада        | 1846                    | 16              |
| 29 | Любомудрівка      | село   | Борзнянська міська рада         | 1796                    | 126             |
| 30 | Мала Доч          | село   | Височанська сільська громада    | XIX ст.                 | 76              |
| 31 | Мала Загорівка    | село   | Малозагорівська сільська рада   | XVII ст.                | 628             |
| 32 | Маличина Гребля   | село   | Височанська сільська громада    | XIX ст.                 | 185             |
| 33 | Махнівка          | село   | Петрівська сільська рада        | XVII ст.                | 501             |
| 34 | Миколаївка        | село   | Миколаївська сільська рада      | XVII ст.                | 492             |
| 35 | Нові Млини        | село   | Височанська сільська громада    | 1630                    | 905             |
| 36 | Носелівка         | село   | Височанська сільська громада    | XVII ст.                | 743             |
| 37 | Оленівка          | село   | Оленівська сільська рада        | 1654                    | 1409            |
| 38 | Омбиш             | село   | Омбиська сільська рада          | XVII ст.                | 696             |
| 39 | Остер             | село   | Хорошеозерська сільська рада    | XVII ст.                | 117             |
| 40 | Острів Надії      | село   | Ядутинська сільська рада        | 1924                    | 71              |
| 41 | Пам'ятне          | село   | Печівська сільська рада         | 1868                    | 401             |
| 42 | Паристівка        | село   | Височанська сільська громада    | XVII ст.                | 111             |
| 43 | Печі              | село   | Печівська сільська рада         | XII ст.                 | 577             |
| 44 | Плиски            | село   | Плисківська сільська рада       | XVII ст.                | 1333            |
| 45 | Прачі             | село   | Прачівська сільська рада        | XVII ст.                | 642             |
| 46 | Прохори           | село   | Прохорівська сільська рада      | 1185                    | 816             |
| 47 | Сапонівка         | село   | Ядутинська сільська рада        | XVII ст.                | 17              |
| 48 | Сиволож           | село   | Сиволозька сільська рада        | XI ст.                  | 998             |
| 49 | Сидорівка         | село   | Ховмівська сільська рада        | XVII ст.                | 554             |
| 50 | Смоляж            | село   | Смолязька сільська рада         | XII ст.                 | 410             |
| 51 | Степ              | село   | Великозагорівська сільська рада | 1650                    | 47              |
| 52 | Степанівка        | село   | Степанівська сільська рада      | XVII ст.                | 586             |
| 53 | Суховодка         | село   | Миколаївська сільська рада      | 1823                    | 14              |
| 54 | Тростянка         | село   | Височанська сільська громада    | XVIII ст.               | 622             |
| 55 | Українка          | село   | Хорошеозерська сільська рада    | 1930                    | 63              |
| 56 | Ховми             | село   | Ховмівська сільська рада        | XVII ст.                | 639             |
| 57 | Хороше Озеро      | село   | Хорошеозерська сільська рада    | XV ст.                  | 1061            |
| 58 | Червона Гірка     | село   | Височанська сільська громада    | 1930                    | 17              |
| 59 | Червоне Озеро     | село   | Малозагорівська сільська рада   | XIX ст.                 | 57              |
| 60 | Шаповалівка       | село   | Шаповалівська сільська рада     | XVI ст.                 | 1494            |
| 61 | Шевченка          | село   | Прохорівська сільська рада      | XIX ст.                 | 170             |
| 62 | Юрківщина         | село   | Ядутинська сільська рада        | XVII ст.                | 80              |
| 63 | Ядути             | село   | Ядутинська сільська рада        | 1632                    | 1148            |